# 梅爾文·斯賓塞·紐曼
梅爾文·斯賓塞·紐曼（英語： 1908年3月10日—1993年3月30日）是一位美国化学家、俄亥俄州立大学教授，他最闻名的事迹是提出了纽曼投影式。

## 生平
出生在美国纽约的一个犹太人家庭，是家中四个孩子中年龄最小的。
他的爷爷出生于德国，是新奥尔良的银行投资家和慈善家。纽曼出生不久后，他们全家就搬到了新奥尔良路易斯安那州。在纽曼14岁那年，他们家又搬回了纽约，他也在当地的一个私立学校——河谷学校就读。1925年至1932年期间，他在耶鲁大学深造。在儒道夫·約翰·安德森教授的指导下，他于1929年获得了文学士学位和拉丁文學位榮譽，于1932年获得哲學博士学位。纽曼也是Zeta Beta Tau协会的成员。在耶鲁大学、哥伦比亚大学、哈佛大学从事博士后研究员之后，纽曼开始俄亥俄州立大学担任终身讲师工作。他于1940年晋升为助理教授，于1944年晋升为教授。1956年，纽曼通过选举成为美国国家科学院的成员，同时，他还是Sigma Xi协会、Phi Lambda Upsilon协会、Alpha Epsilon Delta协会、 美国化学学会（英文缩写：ACS）和美國科學促進會的成员。纽曼一生获得了很多荣誉和奖项，包括1961年美国化学学会授予的在有机化学合成方面的创意工作奖、1969年ACS克里夫蘭俄亥俄州分部授予的莫立奖、1975年耶鲁大学授予的Wilbur Lucius Cross奖章 、1975年紐奧良大學授予的荣誉博士学位、1976年俄亥俄州立大学授予的Joseph Sullivant獎章。此外，可以表示有機化合物立體結構的纽曼投影式正是由梅爾文·斯賓塞·紐曼所提出的。
纽曼也热衷于打高爾夫球，是一个高尔夫球迷。
1933年，纽曼娶比阿特丽丝·克里斯特尔（Beatrice Crystal）为妻并育有二男二女。
纽曼的妹妹爱丽丝·路易斯（Alice Louis）是小提琴手兼作曲家Nicolai Berezowsky的第一任妻子。